# Hrabstwo Houston (Teksas)

Piramida wieku hrabstwa

Hrabstwo Houston – hrabstwo położone w USA, w stanie Teksas. Utworzone w 1837 r. Siedzibą hrabstwa jest miasteczko Crockett. Zachodnią granicę hrabstwa wyznacza Trinity River, a wzdłuż północno–wschodniej granicy płynie Neches. Hrabstwo obejmuje większą część narodowego lasu Davy'ego Crocketta.

## Sąsiednie hrabstwa
- Hrabstwo Anderson (północ)
- Hrabstwo Cherokee (północny wschód)
- Hrabstwo Angelina (wschód)
- Hrabstwo Trinity (południowy wschód)
- Hrabstwo Walker (południe)
- Hrabstwo Madison (południowy zachód)
- Hrabstwo Leon (zachód)

## Gospodarka
Gospodarka hrabstwa Houston opiera się na rolnictwie, przemyśle drzewnym, usługach i turystyce, z dodatkiem wydobycia ropy i gazu. Rolnictwo jest zdywersyfikowane: 57% areału gospodarstw to pastwiska, 20% to grunty uprawne, a 21% to obszary leśne. Hrabstwo wyróżnia się w hodowli trzody chlewnej (19. miejsce w Teksasie), brojlerów (25. miejsce), a także bydła i koni. Uprawiane są warzywa i arbuzy, produkuje się siano, a także rozwija akwakulturę.
Przemysł drzewny jest kluczowym elementem gospodarki, wspieranym przez uprawę drzewek świątecznych. Usługi odgrywają znaczącą rolę w lokalnej gospodarce, z naciskiem na opiekę zdrowotną i pomoc społeczną, edukację, handel detaliczny oraz turystykę. Dodatkowo, w hrabstwie prowadzi się wydobycie ropy naftowej i gazu ziemnego. 

## Miasta
- Crockett
- Grapeland
- Kennard
- Latexo
- Lovelady

## Demografia
W 2023 roku mieszkańcy deklarują głównie pochodzenie afroamerykańskie (22,1%), meksykańskie (12,1%), angielskie (10,7%), irlandzkie (9,2%), niemieckie (8,7%) i „amerykańskie” (6%). 59,6% mieszkańców stanowią biali niebędący Latynosami. 

## Religia
W 2020 r. co najmniej połowa mieszkańców jest członkami kościołów i zborów protestanckich, do których zaliczały się: Południowa Konwencja Baptystów (4238 osób), bezdenominacyjne zbory ewangelikalne (2230), Narodowa Konwencja Baptystyczna Ameryki (1102) i Zjednoczony Kościół Metodystyczny (1092). Na terenie hrabstwa funkcjonowało również 10 zborów zielonoświątkowych. Drugą co do wielkości wspólnotą religijną był Kościół katolicki, do którego należało 8,2% mieszkańców, czyli 1809 osób.

## Galeria

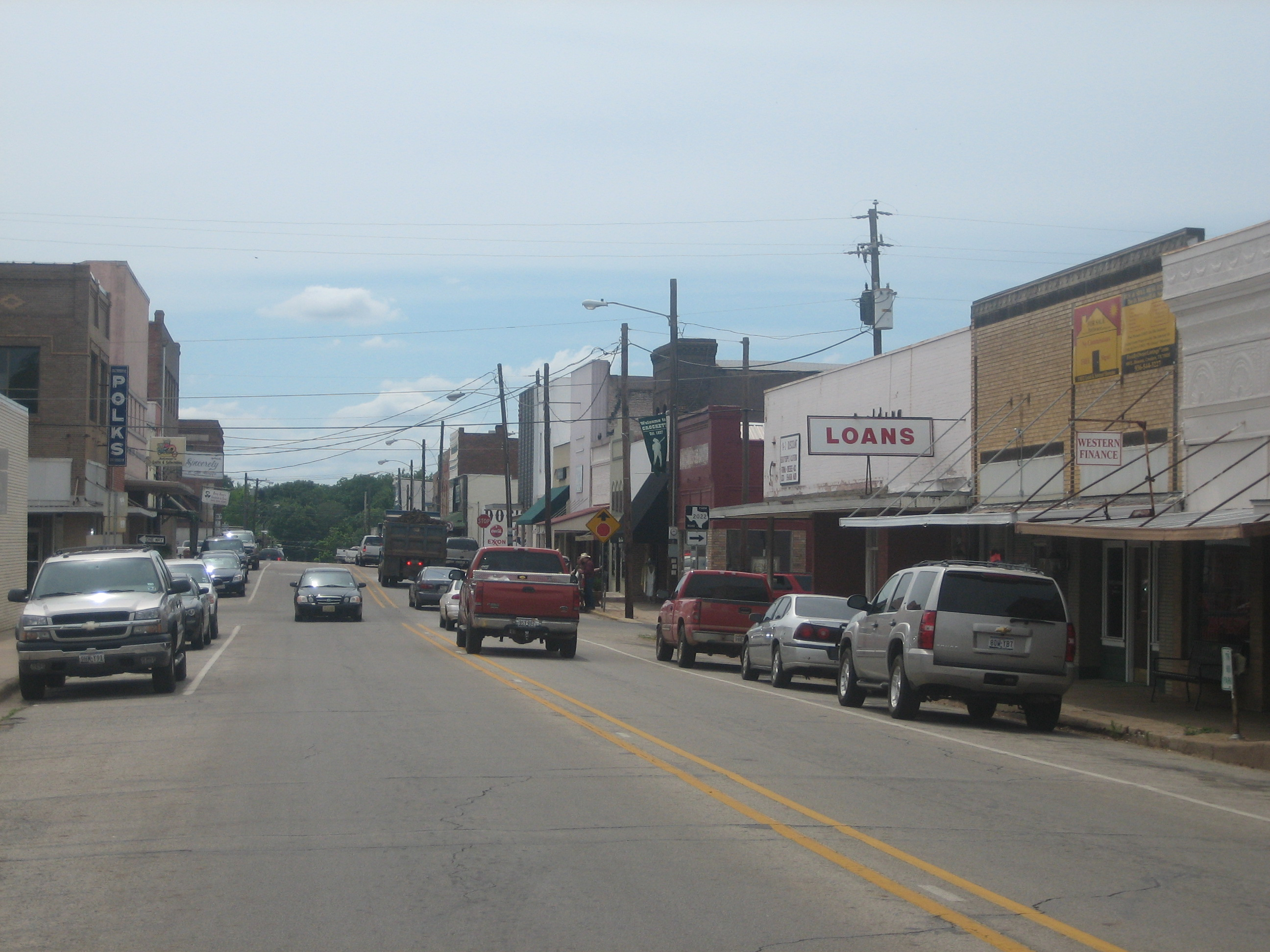
Crockett
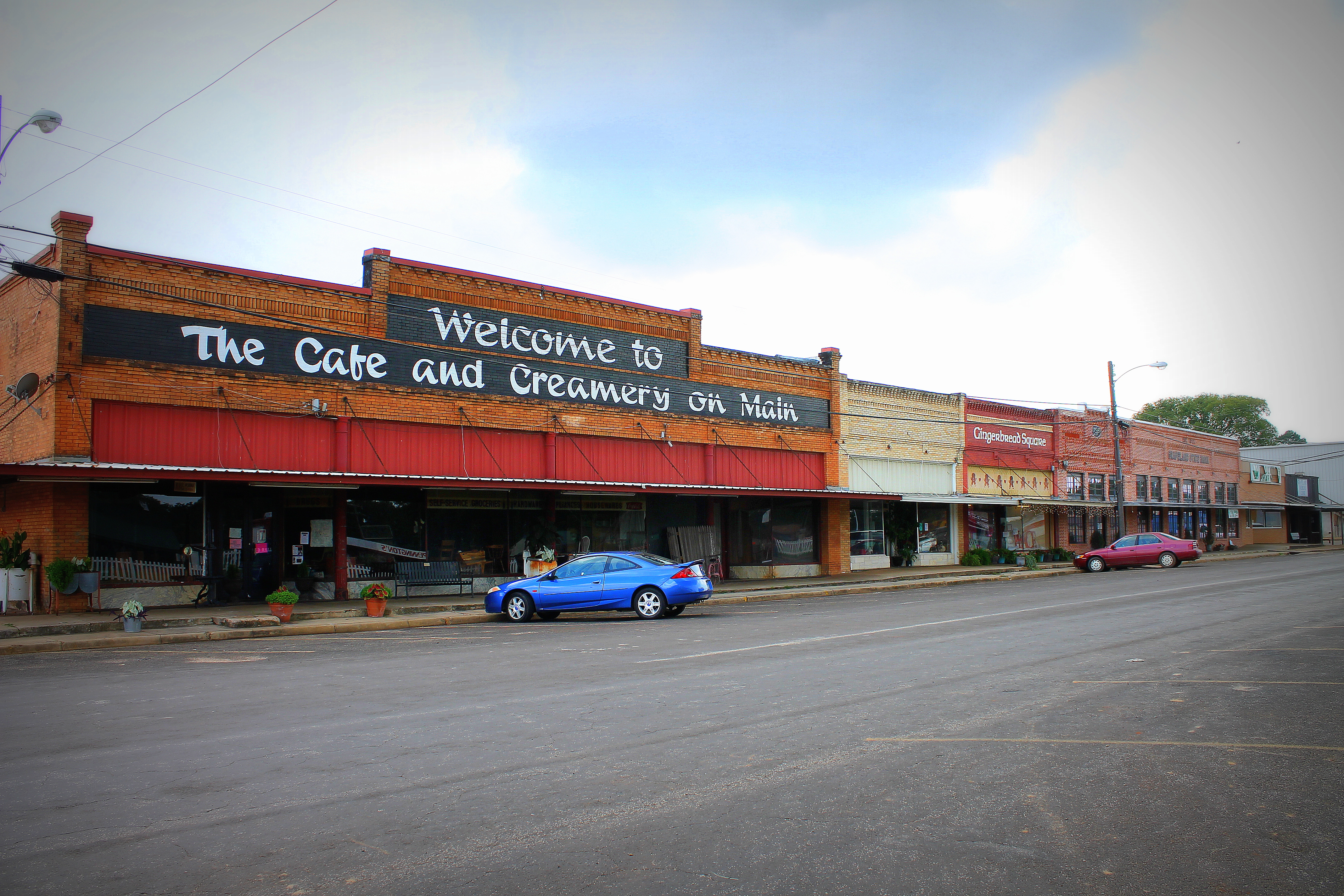
Grapeland
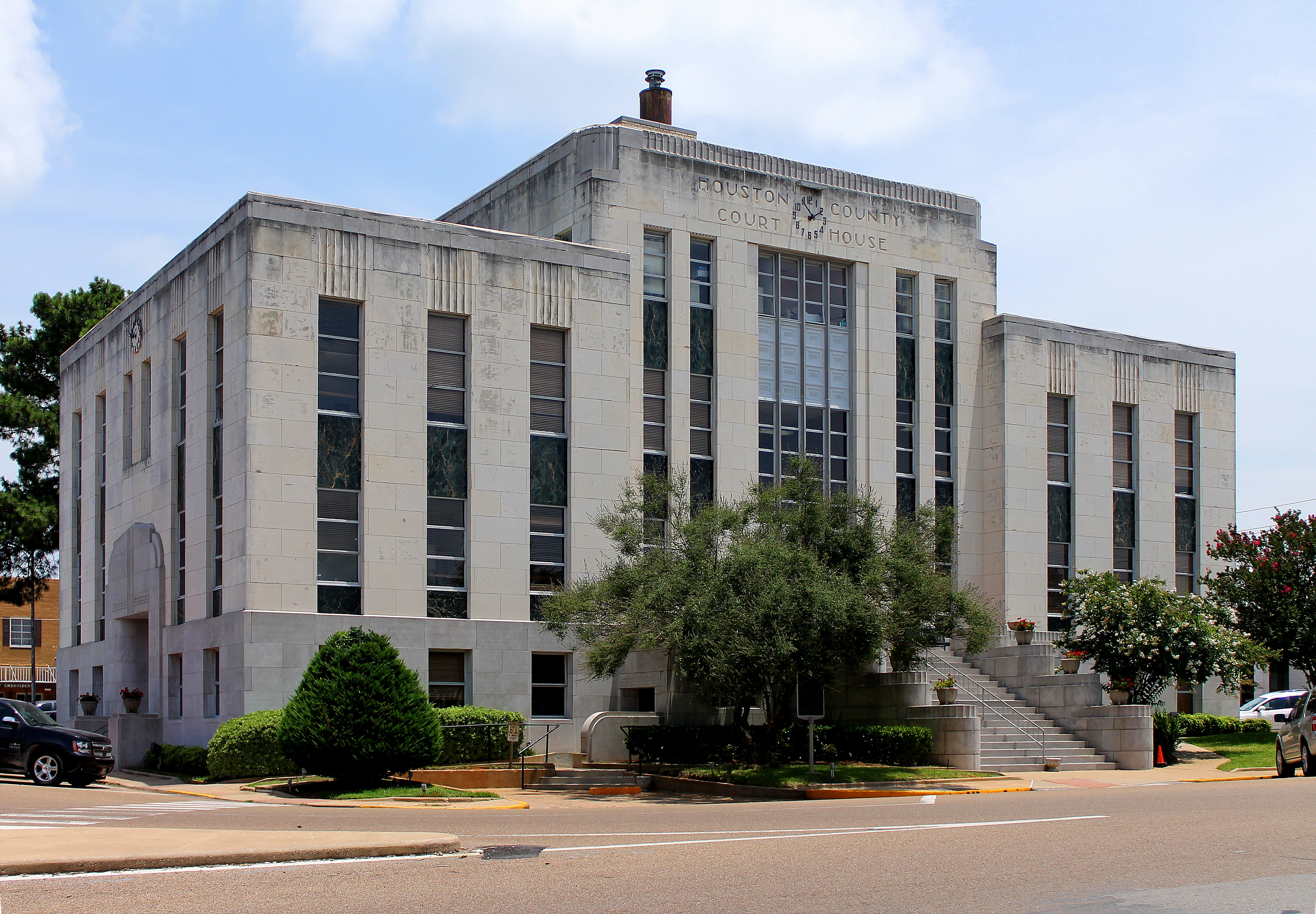
Sąd hrabstwa Houston w Crockett
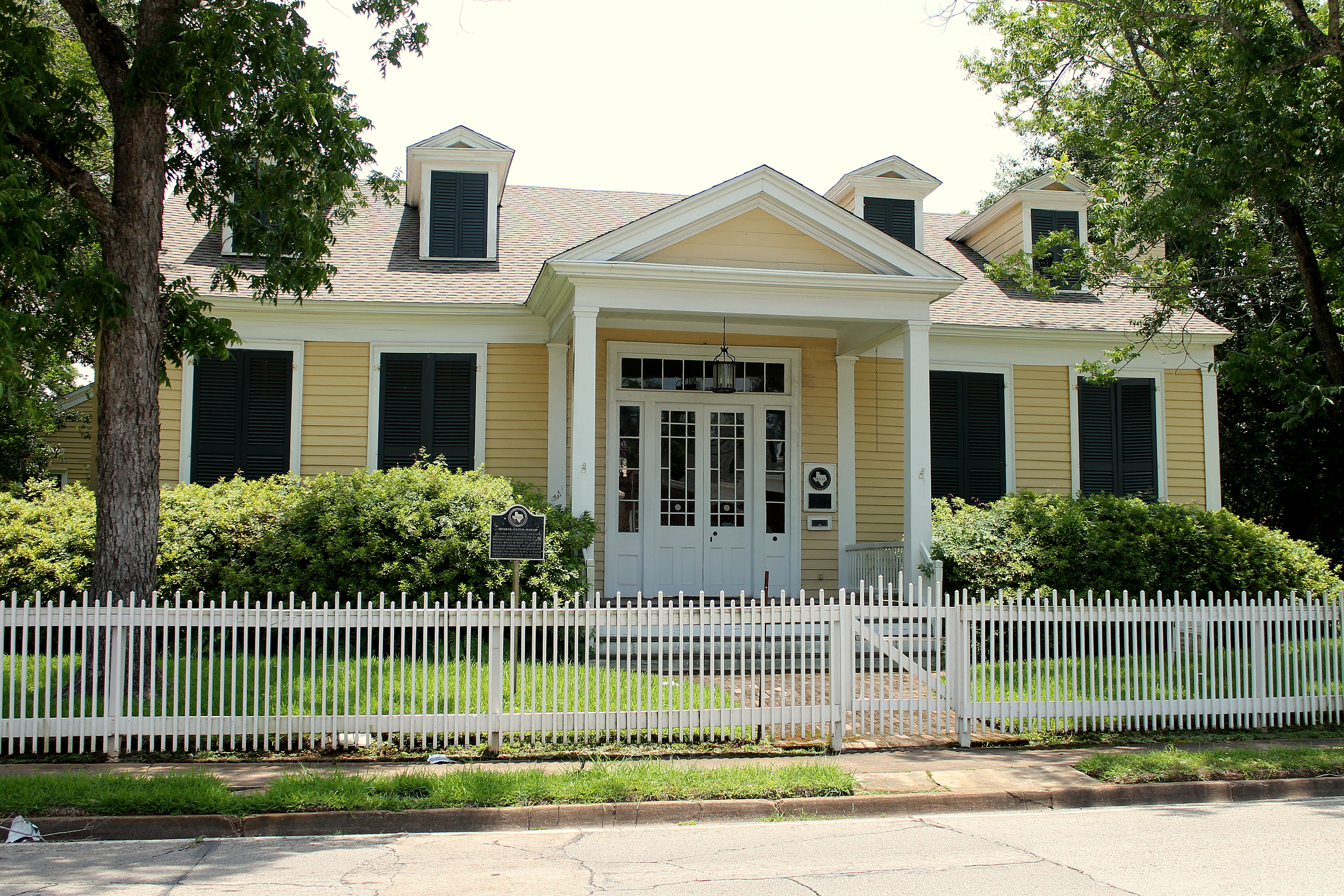
Zabytkowy Dom Downes-Aldrich
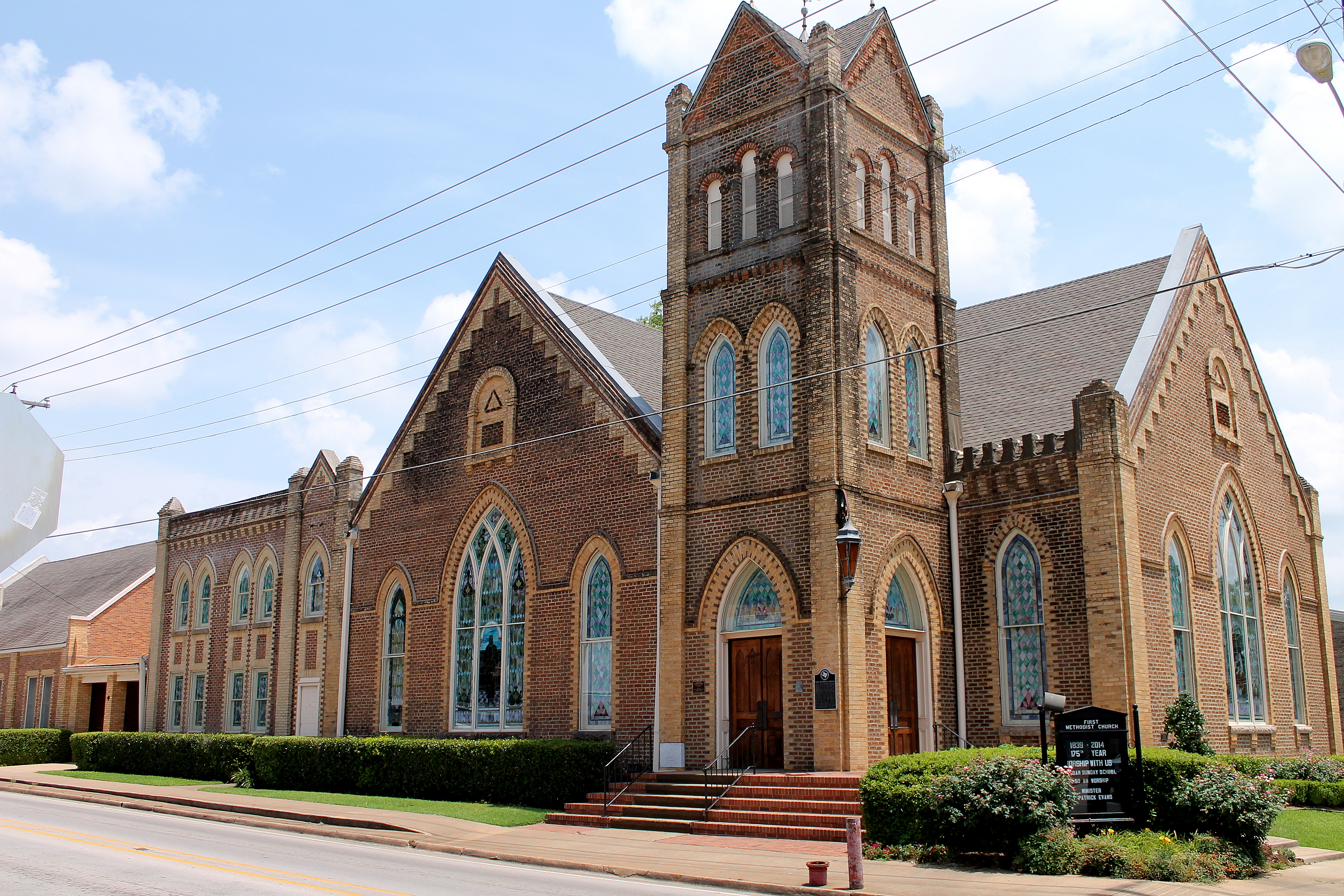
Kościół metodystyczny w Crockett
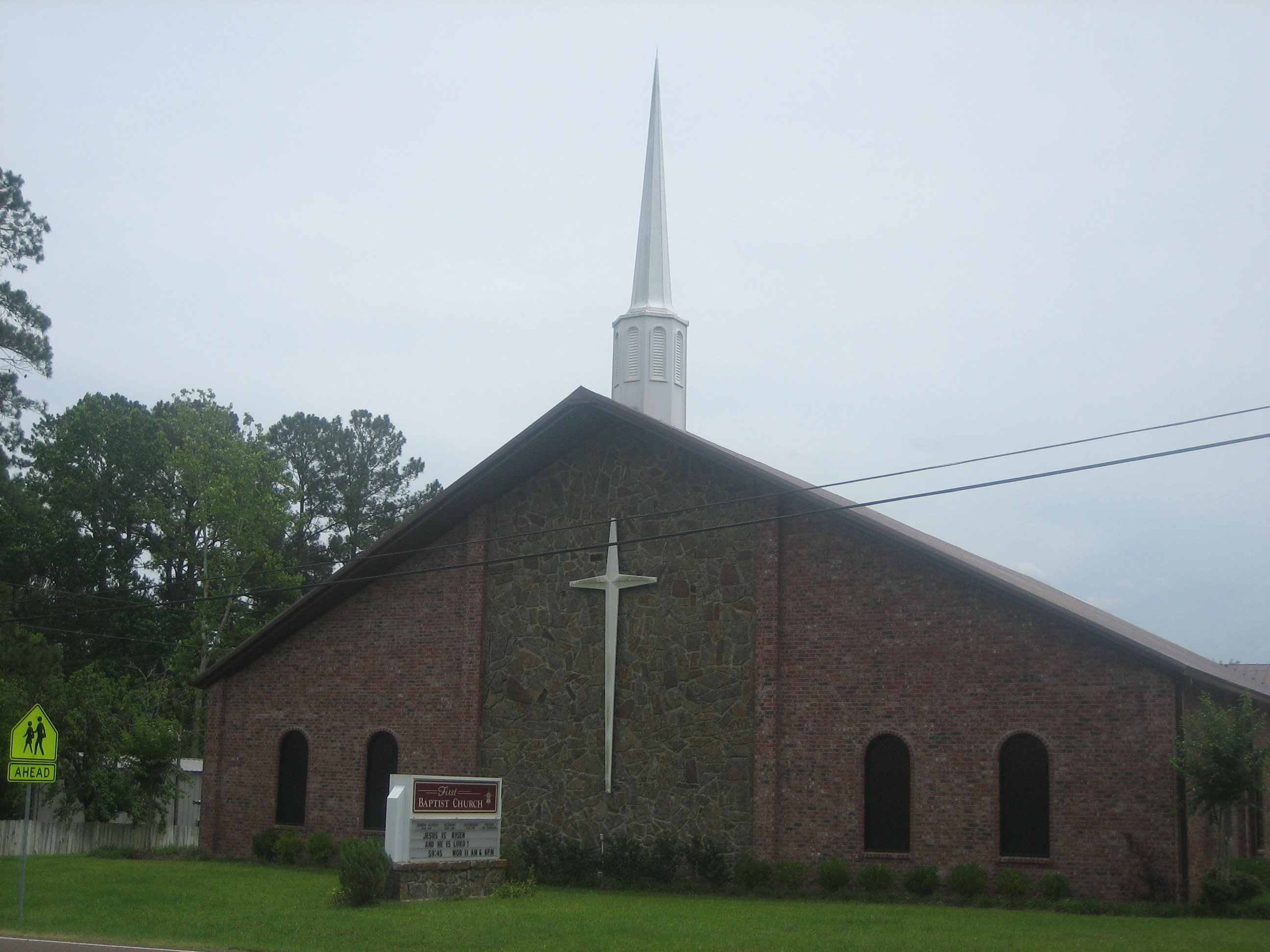
Pierwszy Kościół Baptystów w Kennard
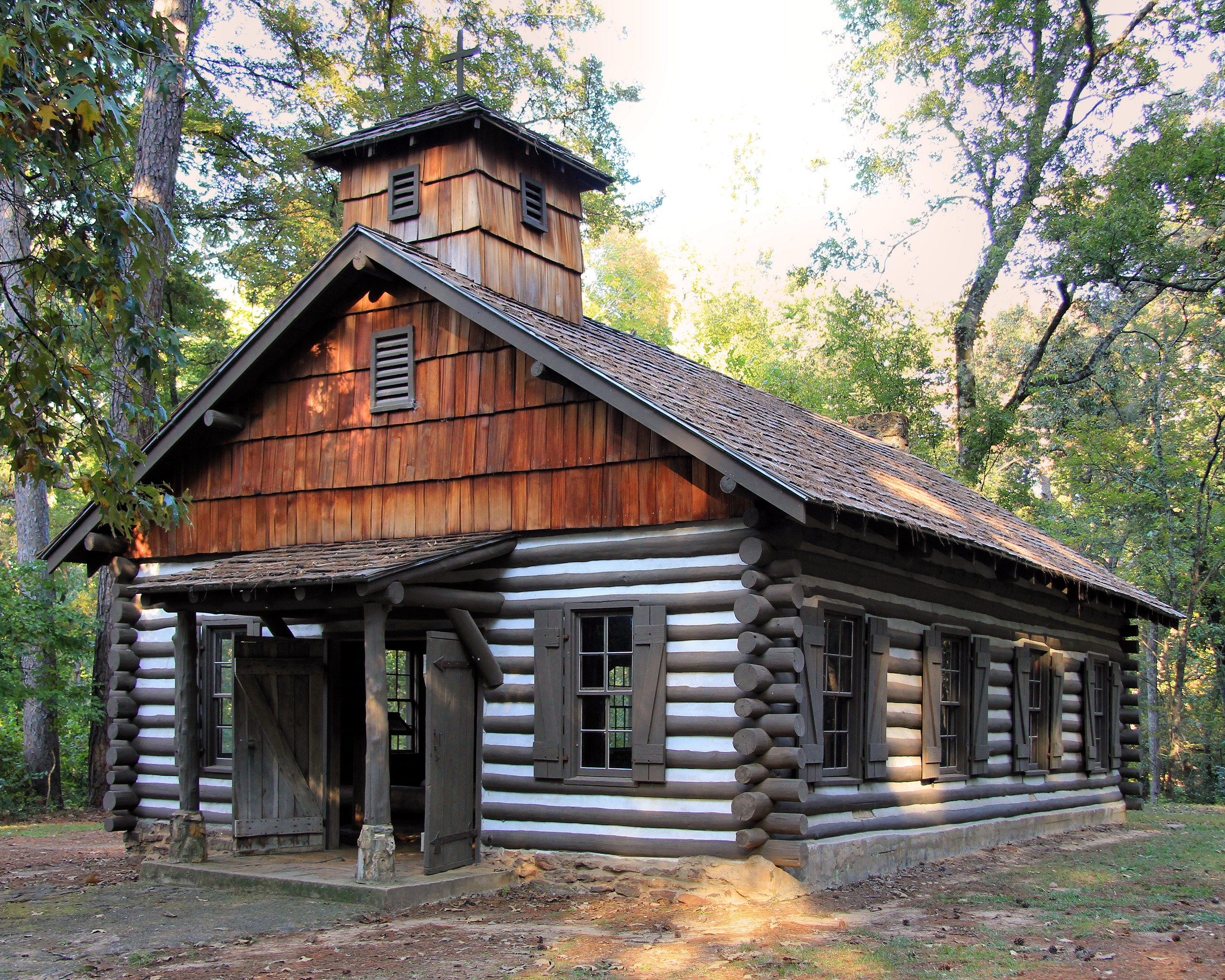
Park stanowy Mission Tejas
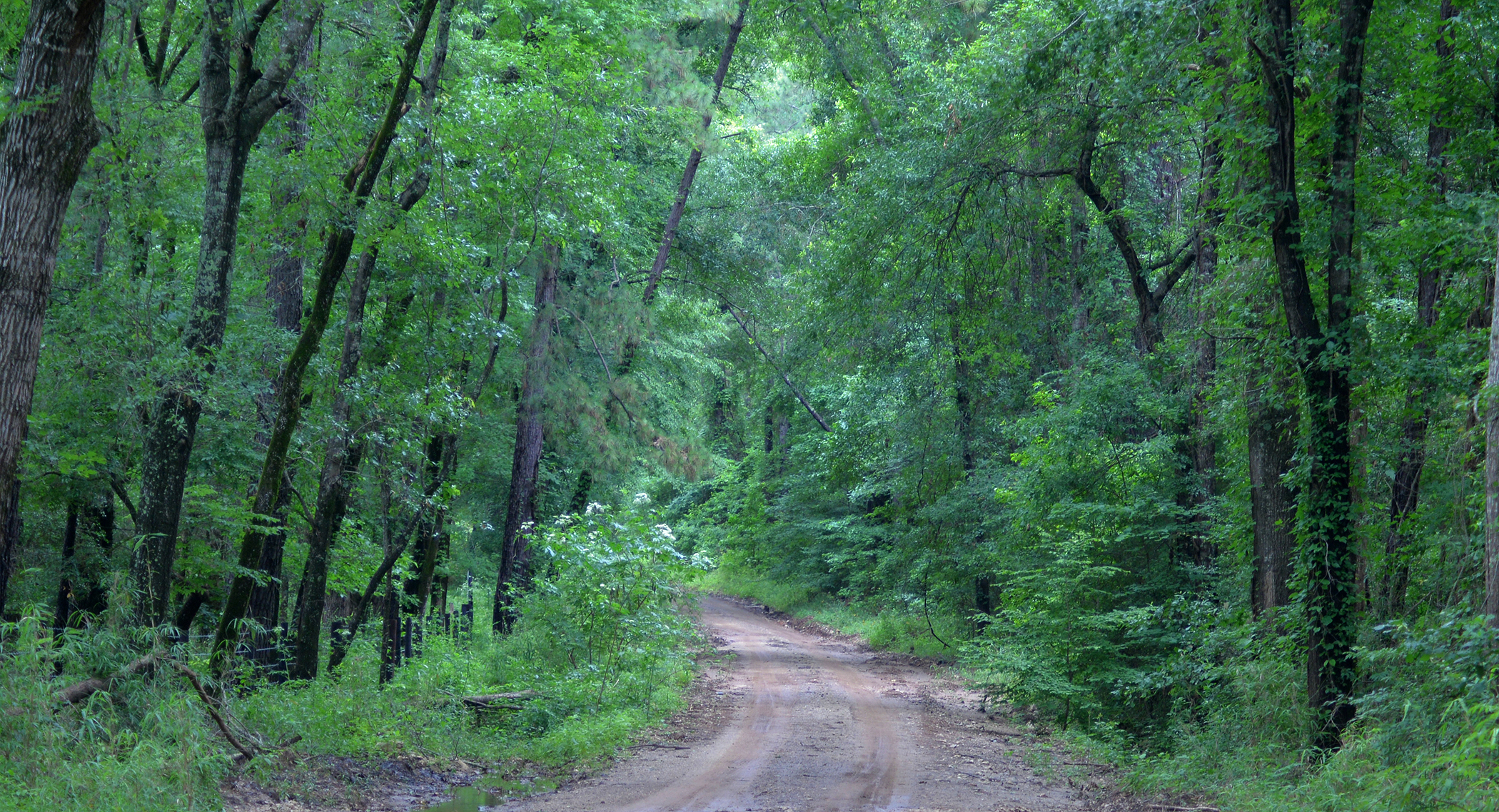
Las Państwowy Davy Crockett